# Великі Чаки
Великі Ча́ки (рос. Большие Чаки, чув. Аслă Чак) — присілок у складі Урмарського району Чувашії, Росія. Адміністративний центр Великочакинського сільського поселення.
Населення — 351 особа (2010; 374 у 2002).
Національний склад:
- чуваші — 94 %